# Galeopsis
Galeopsis es un género de plantas fanerógamas perteneciente a la familia Lamiaceae. Es originario de las regiones templadas de Eurasia. Comprende 123 especies descritas y de estas, solo 16 aceptadas.

## Taxonomía
El género fue descrito por Carlos Linneo y publicado en Species Plantarum 2: 579. 1753. La especie tipo es: Galeopsis tetrahit L. (1753)
Etimología
Galeopsis: nombre genérico creado por Linneo en 1753 pensando, en la forma de "casco" del labio superior de la corola. El término puede derivar del griego: galè = "comadreja" y opsis = "apariencia", y esto tal vez debido a que la flor se asemeja vagamente a una comadreja.

## Especies aceptadas
A continuación se brinda un listado de las especies del género Galeopsis aceptadas hasta septiembre de 2014, ordenadas alfabéticamente. Para cada una se indica el nombre binomial seguido del autor, abreviado según las convenciones y usos.
- Galeopsis × acuminata Rchb. (1831)
- Galeopsis angustifolia Ehrh. ex Hoffm.
- Galeopsis bifida Boenn. (1824)
- Galeopsis × carinthiaca Porsch ex Fiori (1926)
- Galeopsis × haussknechtii Ludw. (1877)
- Galeopsis ladanum L. (1753)
- Galeopsis × ludwigii Hausskn. (1884)
- Galeopsis nana Otsch. (1991)
- Galeopsis × polychroma Beck (1893)
- Galeopsis pubescens Besser (1809)
- Galeopsis pyrenaica Bartl. (1848)
- Galeopsis reuteri Rchb.f. (1856)
- Galeopsis segetum Neck. (1770)
- Galeopsis speciosa Mill. (1768)
- Galeopsis tetrahit L. (1753)
- Galeopsis × wirtgenii F.Ludw. ex Briq. (1877)